# درو كالدويل
درو كالدويل هو سياسي كندي، ولد في 10 أبريل 1960 في براندون في كندا. حزبياً، نشط في New Democratic Party of Manitoba ‏. وقد انتخب عضو المجلس التنفيذي لمانيتوبا ‏.